# Михай, Денеш
Де́неш Миха́й (венг. Mihály Dénes, нем. Dénes von Mihály; 7 июля 1894, Гёдёллё, Венгрия — 29 августа 1953, Западный Берлин) — венгерский изобретатель, инженер.

## Биография
Михай закончил Будапештский технический университет с дипломом инженера. Во время учёбы в средней школе в возрасте 16 лет он публиковал книги об автомобилях и мотоциклах. После университета он начал экспериментировать с телевизионными технологиями на телефонной фабрике. Его первой концепцией конструкции телевизора в 1919 году стала модель, которая получила название «Telehor», которая могла транслировать изображения на расстояние, которое могло составлять несколько километров. С 1924 года он продолжал свои эксперименты уже на заводе AEG в Берлине с передачей неподвижных изображений, позже перейдя уже к движущейся картинке. 8 марта 1929 года он первым в мире смог передать движущееся изображение на телевизор. Позднее он создал компанию «TELEHOR AG» для производства телевизоров.

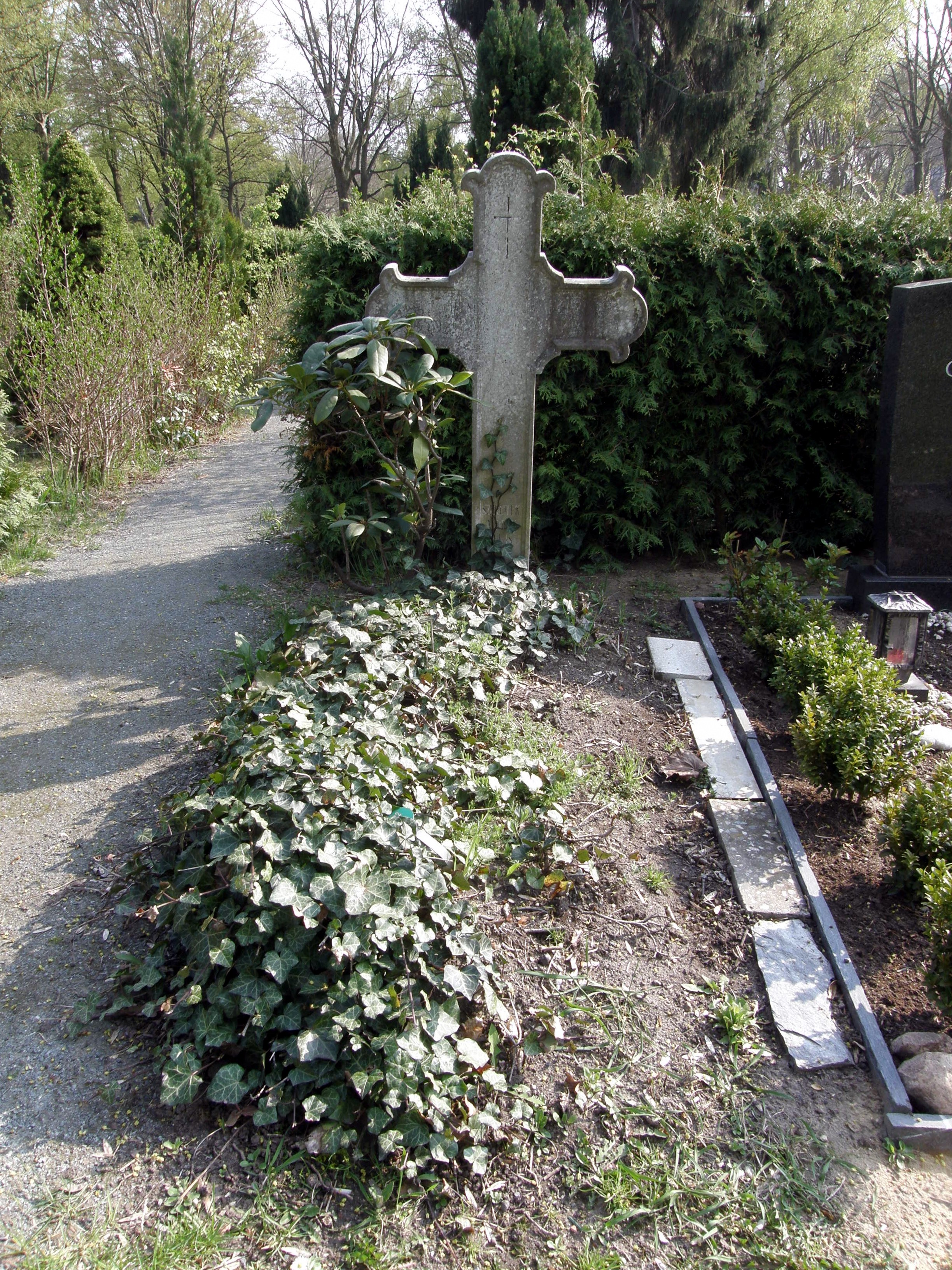
Могила Денеша Михая на Вильмерсдорфском кладбище в Берлине

В 1935 году на рынке появился телевизор, который являлся совместной разработкой Денеша Михая и другого физика Э. Х. Трауба. Одним из наиболее примечательных изобретений Михая был «Проектофон» («Projectophon»), запатентованный в 1922 году.